# Taoufik Bachrouch
Taoufik Bachrouch (arabe : توفيق البشروش), né le 14 juin 1936 à Dar Chaâbane, est un historien et universitaire tunisien spécialiste de la Tunisie moderne.

## Biographie
Titulaire d'un doctorat d'État en histoire moderne, directeur du département d'histoire au Centre d'études et de recherches économiques et sociales et doyen de la faculté des sciences humaines et sociales de Tunis entre le 12 février et le 17 novembre 1987, il est membre des différents jurys nationaux de recrutement pour les différents niveaux de l'enseignement supérieur, rédacteur en chef de la revue Les Cahiers de Tunisie et directeur du projet national « Médinas de Tunis » entre 1993 et 2001.
Professeur émérite à l'université de Tunis, il est professeur invité dans plusieurs universités européennes, maghrébines et arabes.

## Publications

### Principales publications
- Formation sociale barbaresque et pouvoir à Tunis au XVIIe siècle, Tunis, Publications de l'université de Tunis, 1977.
- Le Saint et le Prince en Tunisie : les élites tunisiennes du pouvoir et de la dévotion, contribution à l’étude des groupes sociaux dominants (1782-1881), Tunis, Faculté des sciences humaines et sociales de Tunis, 1989.
- (ar) ربيع العربان: اضواء عن اسباب ثورة علي بن غذاهم، سنة 1864 [« Aux origines de l’insurrection populaire de 1864 »], Carthage, Beït El Hikma,‎ 1991[2].
- (ar) جمهورية الدايات في تونس: 1591-1675 [« La république des deys : 1591-1675 »], Tunis, Centre d'études et de recherches économiques et sociales,‎ 1992.
- (ar) Les femmes à travers des consultations juridiques ifriquiennes, Tunis, Centre de recherches, d'études, de documentation et d'information sur la femme, 1994.
- Lexique historique de la médina de Tunis avant le Protectorat, Tunis, Centre d'études et de recherches économiques et sociales, 2008.
- La crise de la conscience tunisienne au XIXe siècle, Tunis, Atlas, 2014.
- Islamologie savante : une croisade intellectuelle douce, Tunis, Arabesques, 2022[3].
- Collectif, Médinas de Tunisie : Hammamet, Tunis, Centre d'études et de recherches économiques et sociales, 1996.

### Principaux articles
- « Sur la fiscalité mouradite : présentation d’une source et des résultats d’une enquête en cours », Les Cahiers de Tunisie, nos 79-80,‎ 1972, p. 125-146 (ISSN 0008-0012).
- « Fondements de l’autonomie de la Régence de Tunis au XVIIe siècle », Revue tunisienne de sciences sociales, nos 40-43,‎ 1975, p. 163-184 (ISSN 0035-4333).
- « Rachat et libération des esclaves chrétiens à Tunis au XVIIe siècle », Revue tunisienne de sciences sociales, nos 40-43,‎ 1975, p. 121-162 (ISSN 0035-4333).
- « Pouvoir et souveraineté territoriale : la question de la frontière tuniso-algérienne sous Ahmed Bey », Actes du premier congrès d’histoire et de civilisation du Maghreb, Centre d'études et de recherches économiques et sociales,‎ 1979, p. 195-208.
- « Les Barbaresques de Tunisie au XVIIe siècle : mythes et représentations », Revue d'histoire maghrébine, nos 121-128,‎ 1984, p. 85-99 (ISSN 0330-8987).
- « Le réformisme tunisien : essai d’interprétation critique », Les Cahiers de Tunisie, nos 127-128,‎ 1984, p. 97-118 (ISSN 0008-0012).
- « Niveaux de fortune et stratification sociale dans la région du Cap Bon en 1867 », Les Cahiers de Tunisie, nos 129-130,‎ 1984, p. 31-45 (ISSN 0008-0012).
- « Aux origines de l’État tunisien à l’époque turque », Les Cahiers de Tunisie, nos 131-132,‎ 1985, p. 49-72 (ISSN 0008-0012).
- « Co-instruction et géographie de l’enseignement primaire élémentaire : 1881-1909 », Les Cahiers de Tunisie, nos 133-134,‎ 1985, p. 71-112 (ISSN 0008-0012).
- « Mémoire collective, informatique et archives tunisiennes », Les Cahiers de Tunisie, nos 133-134,‎ 1985, p. 185-192 (ISSN 0008-0012).
- « Le Sahel tunisien : essai de définition d’un espace urbain citadin », Les Cahiers de Tunisie, nos 137-138,‎ 1986, p. 209-266 (ISSN 0008-0012).
- « Les sadikiens de la première heure ou la tentation de l'ouverture », Les Cahiers de Tunisie, nos 143-144,‎ 1988, p. 167-182 (ISSN 0008-0012).
- « Les cités de la Tunisie septentrionale au XIXe siècle », Annales de l'université tunisienne, no 30,‎ 1989, p. 379-400.
- « Onomastique et histoire : Hammamet à l'époque précoloniale », Médinas de Tunisie : Hammamet,‎ 1996, p. 37-60.
- « Tanzimat et dépendance », Revue historique arabe pour les études ottomanes, nos 41-42,‎ 2010, p. 68-87.
- « La milice turco-ottomane de Tunis (Tunus Yeniçeri Ocaghi) », Revue historique arabe pour les études ottomanes, nos 45-46,‎ 2012, p. 34-54.
- « La course tunisienne sous le règne de Cara Osman Dey », Revue arabe historique pour les études ottomanes, no 48,‎ 2013, p. 25-61.
- « Le capitaine Osta Morat turco Genovese, un renégat corsaire », Revue arabe historique pour les études ottomanes, no 49,‎ 2014, p. 39-123.